# Eenie Meenie
«Eenie Meenie» — пісня американського співака Шона Кінгстон та канадського співака Джастіна Бібера. Написана Кінгстоном, Бібером, Карлосом Баттей, Стівеном Баттей, Бенні Бланко, Маркосом Паласіосом та Ернестом Кларком, а також була спродюсована Бланко. Його спочатку було випущено як перший сингл третього студійного альбому Кінгстона Back 2 Life 23 березня 2010 року, але був вилучений з альбому із невідомих причин. Згодом він увійшов до альбому Бібера My World 2.0. Пісня написана в стилі денс-поп з регі-виконанням Кінгстона та R&B-вокалом Бібера та розповідає про нерішучого закоханого.
Пісня увійшла до першої десятки у чартах Великої Британії та Нової Зеландії, а також у топ-20 чартів Австралії, Канади, Ірландії та США. У кліпі на пісню Кінгстон і Бібер гуляють на вечірці біля басейну у кондомініумі, де останній намагається здобути прихильність однієї дівчини.

## Створення і композиція
Прем'єра пісні відбулася 4 березня 2010 року на вебсайті Раяна Сікреста, а офіційно випущена 23 березня 2010 року в США. Пісня має стиль денс-попу з елементами R&B та регі-ф'южна, написана у тональності сі-бемоль мінор, а вокал охоплює діапазон від ноти F♯4 до ноти A5. «Eenie Meenie» має музичний розмір ціла нота (С) і досить жвавий темп 120 ударів на хвилину. Пісня має тоновий біт, а тексти обох співаків інтерполюють дитячу лічилку «Eenie Meenie Miny Moe».

## Критика
Кайл Андерсон з MTV заявив, що «Eenie Meenie» поєднує досить популярний денс-поп Шона Кінгстона із солодким підлітковим R&B Бібера. Рецензент DJBooth сказав: «Це перлина альбому, звичайно, цей приспів потрапить у вашу голову, незалежно від того, сподобається він вам чи ні». Кріс Річардс з Вашингтон пост, хоча й назвав пісню захоплюючою, він заявив, що Кінгстон «перетягує ковдру на себе» у пісні. Руді Клеппер написав в огляді альбому, що текст пісні «тривожний», але в той же час «ненавмисно веселий». Вона також критикувала виставу: «Не так багато можна сказати про продюсера, який думає, що використання терміна „коротун“ у випадку з початковою школою. що такий трюк є хорошою ідеєю.» Люк О'Ніл з Бостон глоуб зазначив, що «Душевний реггетон видозмінюється тут у „Eenie Meenie“ Шоном Кінгстоном для підлітків. „Коротун“ ніколи не співав так буквально.»

## Позиції в чартах
У США «Eenie Meenie» посіла тридцяте місце чарту Billboard Hot 100 7 квітня 2010 року, що стало найвищим дебютом тижня. Наступного тижня вона опустилася на три позиції і залишилася там ще тиждень. 15 травня 2010 року в хіт-параді Billboard пісня сягнула свого максимуму — п'ятнадцятої сходинки, а Американська асоціація компаній звукозапису сертифікувала сингл як платиновий. Станом на лютий 2011 року продажі синглу сягнули 1.238.000 примірників. У Австралії він дебютував на сорок дев'ятому місці чарту ARIA Top 50 Singles Chart 4 квітня 2010 року, а наступного тижня «Eenie Meenie» піднялася до тридцятої сходинки, однак наступного тижня вона покинула хіт-парад. 25 квітня 2010 року сингл повторно потрапив до чарту, зайнявши сорок п'яту сходинку і піднявшись максимуму до одинадцятого місця 30 травня 2010 року, де й протримався три тижні. Пізніше він був сертифікований як золотий Австралійською асоціацією компаній звукозапису. 22 травня 2010 року пісня з'явилася британському чарті UK Singles Chart на п'ятдесят восьмому місці.
У Ірландії сингл дебютував на сорок першому місці на ірландського чарту Irish Singles Chart 15 квітня 2010 року, а 17 травня 2010 року він піднявся до дванадцятої сходинки. У канадському чарті Canadian Hot 100 «Eenie Meenie» дебютував на чотирнадцятому місці, ставши найвищим дебютом тижня. Але в наступного тижня сингл зазнав найбільшого спаду, опустившись до тридцять першої сходинки. Він був сертифікований як золотий Канадською асоціацією компаній звукозапису. У Новій Зеландії пісня дебютувала на тринадцятому місці 29 березня 2010 року, а за вісім тижнів піднялася до п'ятого місця чарту. Новозеландською асоціацією компаній звукозапису сингл був сертифікований як золотий.

## Музичне відео

Кадр з відео на якому Кінгстон і Бібер на вечірці на балконі кондомініуму.

Музичне відео було знято 30 березня 2010 року в Беверлі-Гіллз, штат Каліфорнія, і зрежисоване Реєм Кеєм, який раніше зняв кліп на пісню Бібра «Baby». Щодо вибору дівчини на головну ролі, Кінгстон розповів MTV News: «Я вибрав дівчину на головну роль, в основному, тому що Джастіну 16 і мені 20 років, тому це повинна була бути дівчина, яка відповідає нам обом, адже у відео та пісні вона заграє з нами обома. Тому повинен був бути контраст. Вона ідеально підійшла.» Крім того, Кінгстон в інтерв'ю Rap-Up прокоментував зйомки відео: «Відео в основному про цю дівчину, яка намагається загравати з нами обома, і в підсумку… ми зустрічаємось в кінці і одному місці, в один час, і вона залишила з дурним виразом обличчя.» У кліпі знявся друг Бібера Крістіан Бідлз, а також репер Ліл Ромео та співачка і актриса Джасмін Віллегас, поява якої ще більше підживила спекуляції у медіа щодо стосунків Віллегас та Бібера, які виникли після того як вони знялися у музичному відео на пісню «Baby». Джоселін Віна з MTV News в огляді відеоролика зазначила: «Ось репортаж з місця подій: Коли Кінгстон і дама, про яку йде мова, фліртують на терасі, Бібер самотній всередині будинку. Але, почекайте — там вона фліртує з Бібером, поки Кінгстон тусується, цікаво, чого вона добивається. Непостійна дівчина врешті-решт йде від Бібера до самотнього Кінгстона, а потім — бум — і вона знову з Бібером. І, ну, ти його отримаєш. Звичайно, дівчина „eenie-meenie-miny-moe lover“ зрештою попадається. У той час як вона розмовляє Кінгстоном, підходить Бібер, і її гра руйнується. Ці чуваки круто з нею вчинили. Що ж, вони не раді, що опинилися в такій ситуації, але вони, здається, залишаються друзями, незважаючи на те, що їм подобалась одна і та сама дівчина.» Станом на жовтень 2018 року відео на YouTube переглянули 306 мільйонів разів.

## Трек-лист
| Цифрове завантаження | Цифрове завантаження | Цифрове завантаження |
| #                    | Назва                | Тривалість           |
| -------------------- | -------------------- | -------------------- |
| 1.                   | «Eenie Meenie»       |                      |

| CD-сингл | CD-сингл               | CD-сингл   |
| #        | Назва                  | Тривалість |
| -------- | ---------------------- | ---------- |
| 1.       | «Eenie Meenie»         | 3:21       |
| 2.       | «Eenie Meenie» (Відео) | 3:30       |

## Автори
- Автори пісні — Шон Кінгстон[en], Джастін Бібер, Бенджамін Левін, Карлос Баттей, Стівен Баттей[en], Маркос Паласіос, Ернест Кларк
- Музичний продюсер — Бенні Бланко
- Ударні, клавішні, і програмінг — Бенні Бланко
- Бек-вокал — Карлос Баттей, Стівен Баттей
- Звукорежисер — Бенні Бланко, Сем Голланд
- Вокальне продюсування та запис — Кук Гаррелл[en] (вокал Бібера), Тревіс Гаррінгтон (асистент)
- Вокальне продюсування — Грег Оган, Стів Сіраво
- Координація продюсування — Джеремі Левін, Тодд Рубенштейн; Б. Кох та Dooey (асистенти)
- Зведення[en] — Сербан Гейн, Джон Гейнс (інженіринг зведення), Тім Робертс (асистент)
- Редактори — Метт Беклі, Джиммі Джеймс (асистент)
- Записано на студії King of Kings Studio у Маямі, Флорида

Джерело:

## Тарти і сертифікації
| Чарт (2010)                         | Найвища позиція |
| ----------------------------------- | --------------- |
| Австралія (ARIA)                    | 11              |
| Австралія (ARIA) Urban Singles      | 4               |
| Австрія (Ö3 Austria Top 75)         | 64              |
| Бельгія (Ultratop Flanders)         | 47              |
| Бельгія (Ultratip Wallonia)         | 4               |
| Бразилія (ABPD)                     | 38              |
| Канада (Canadian Hot 100)           | 14              |
| Чехія (IFPI)                        | 52              |
| Нідерланди (Mega Single Top 100)    | 95              |
| Європа (European Hot 100 Singles)   | 36              |
| Ірландія (IRMA)                     | 12              |
| Німеччина (Official German Charts)  | 60              |
| Латвія (European Hit Radio)         | 20              |
| Нова Зеландія (RIANZ)               | 5               |
| Румунія (Romanian Top 100)          | 69              |
| Словаччина (IFPI)                   | 79              |
| Швеція (Sverigetopplistan)          | 52              |
| Швейцарія (Media Control AG)        | 74              |
| Велика Британія (UK Singles Chart)  | 9               |
| США (Billboard Hot 100)             | 15              |
| США (Mainstream Top 40) (Billboard) | 19              |

| Чарт (2010)                        | Позиція |
| ---------------------------------- | ------- |
| Австралія Australian Singles Chart | 74      |
| Канада Canadian Hot 100            | 76      |
| Велика Британія UK Singles Chart   | 107     |
| США Billboard Hot 100              | 89      |

| Регіон                                                                                          | Сертифікація | Продажі    |
| ----------------------------------------------------------------------------------------------- | ------------ | ---------- |
| Австралія (ARIA)                                                                                | Платиновий   | 70 000^    |
| Канада (Music Canada)                                                                           | Золотий      | 40,000*    |
| Нова Зеландія (RIANZ)                                                                           | Золотий      | 7,500*     |
| Велика Британія (BPI)                                                                           | Срібний      | 200 000^   |
| США (RIAA)                                                                                      | Платиновий   | 1,238,000^ |
| *продажі, що базуються лише на сертифікаціях ^відвантаження, що базуються лише на сертифікаціях |              |            |

## Історія випуску
| Регіон          | Дата            | Лейбл                                | Формат               |
| --------------- | --------------- | ------------------------------------ | -------------------- |
| США             | 15 березня 2010 | Beluga Heights Records, Epic Records | Радіоротація         |
| США             | 23 березня 2010 | Beluga Heights Records, Epic Records | CD-сингл             |
| Франція         | 28 березня 2010 | Beluga Heights Records, Epic Records | Цифрове завантаження |
| Німеччина       | 28 березня 2010 | Beluga Heights Records, Epic Records | Цифрове завантаження |
| Велика Британія | 28 березня 2010 | Beluga Heights Records, Epic Records | Цифрове завантаження |
| США             | 28 березня 2010 | Beluga Heights Records, Epic Records | Цифрове завантаження |
| Канада          | 29 червня 2010  | Beluga Heights Records, Epic Records | Цифрове завантаження |
| Японія          | 29 червня 2010  | Beluga Heights Records, Epic Records | Цифрове завантаження |
| Велика Британія | 5 липня 2010    | Beluga Heights Records, Epic Records | Цифрове завантаження |